# Buick Electra E4
Buick Electra E4 ― середньорозмірний електромобіль-кросовер марки Buick, підрозділу General Motors, що випускається з 2023 року.

## Опис

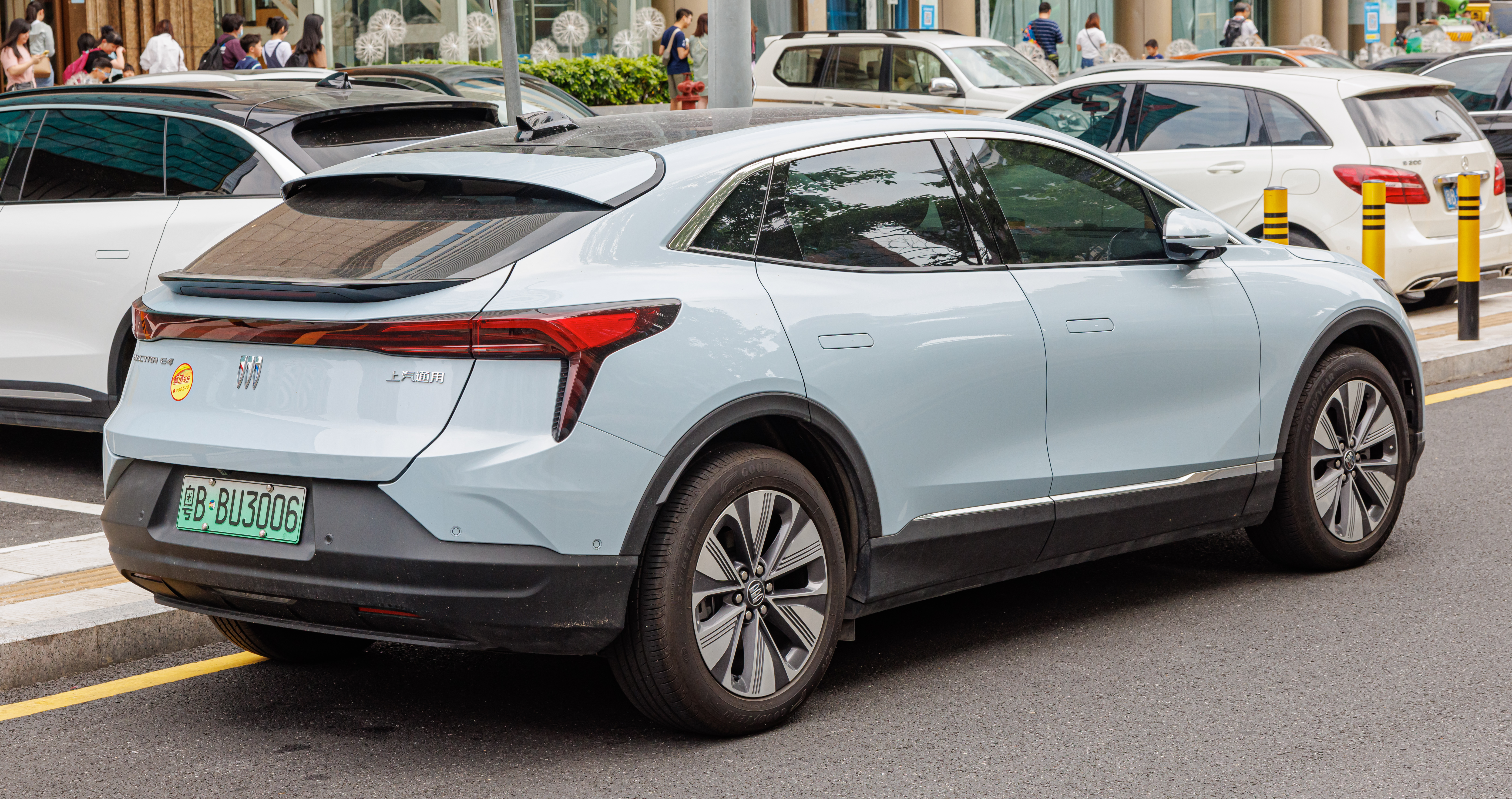

Buick Electra E4 вперше був представлений у червні 2023 року. Назву Electra E4 автомобіль отримав на честь Buick Electra. Зовнішні ознаки автомобіля - довгасті вузькі фари, передній трапецієподібний повітрозабірник, підняті вікна і висувні дверні ручки. Electra E4 базується на платформі BEV3.
Продажі автомобіля почалися в другій половині червня 2023 року на ринку материкового Китаю за цінами від 189 900 до 259 600 юанів.

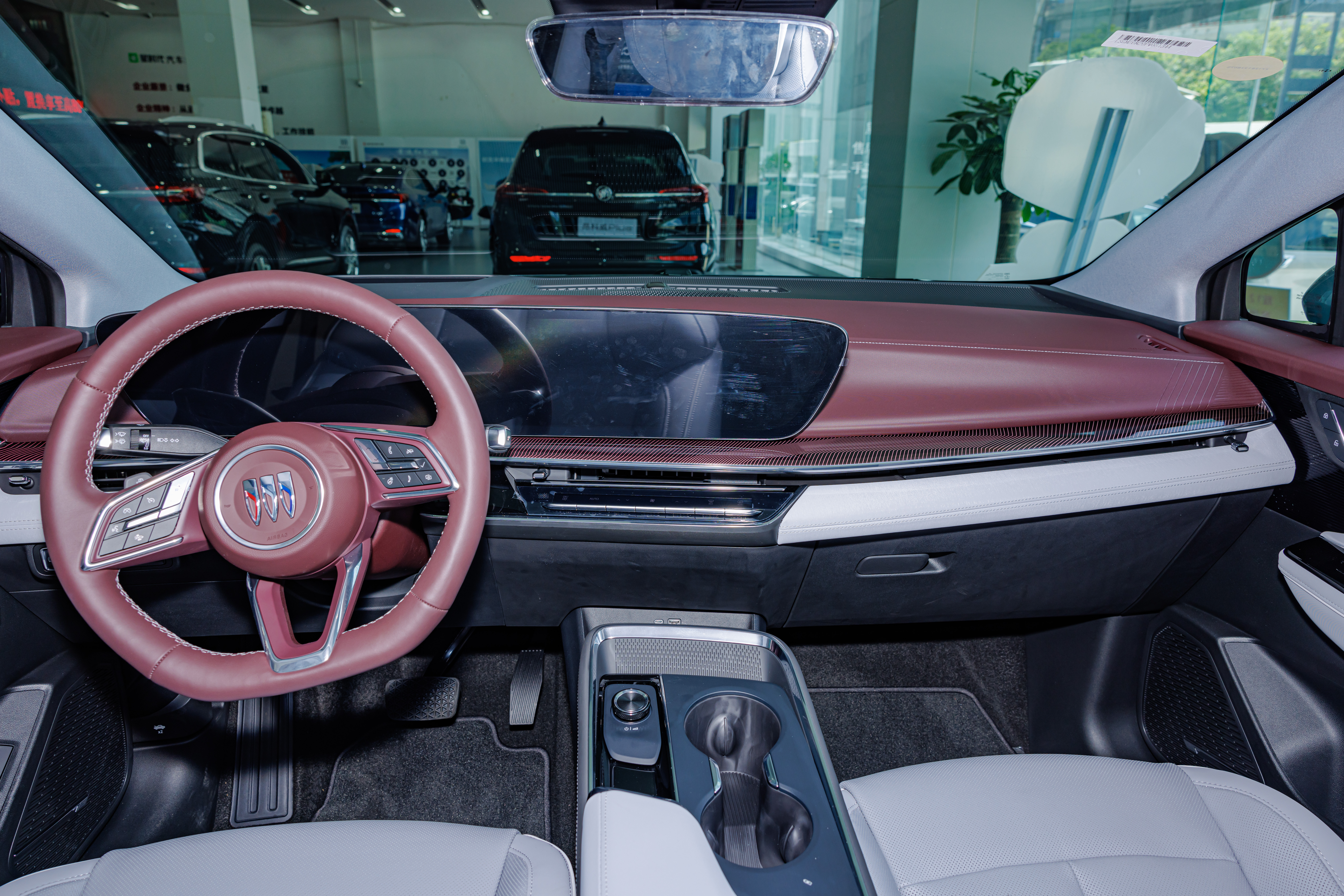

## Технічні характеристики
Buick Electra E4 приводиться в рух електродвигуном потужністю 241 к. с. і крутним моментом 330 Н⋅м. До 100 км/год автомобіль розганяється за 7,6 сек.
Також існує двомоторний електромобіль Electra E4 GS з електродвигунами сумарною потужністю 283 к. с. До 100 км/год автомобіль розганяється за 6,2 сек. Ємність акумулятора 80 кВт⋅год, а запас ходу - 620 км.